# Шубарші (Темірський район)
Шубарші́ (каз. Шұбарши) — селище у складі Темірського району Актюбінської області Казахстану. Адміністративний центр Саркольського сільського округу.
У радянські часи селище мало статус смт. 2023 року до складу селища було включене село сусіднє Сарколь площею 68,15 км². Населення села становило 1216 осіб у 2021 році, 1147 осіб у 2009 році, 1083 особи у 1999 році, 705 осіб у 1989 році.
Населення — 3691 особа (2021; 3736 у 2009, 3590 у 1999, 7714 у 1989).